# بيت القاضي (الحيمة الداخلية)

تعديل مصدري - تعديل

بيت القاضي هي إحدى قرى عزلة الأحبوب بمديرية الحيمة الداخلية التابعة لمحافظة صنعاء، بلغ تعداد سكانها 41 نسمة حسب تعداد اليمن لعام 2004.